# Seattle Film Critics Society Awards 2018
3. ročník předávání cen Seattle Film Critics Society Award se konal dne 17. prosince 2018. Nominace byly oznámeny dne 10. prosince 2018. 

## Vítězové a nominovaní

### Nejlepší film
Roma
- Black Panther
- Blindspotting
- Favoritka
- Zelená kniha
- Kdyby ulice Beale mohla mluvit
- Mission: Impossible – Fallout
- Paddington 2
- Zrodila se hvězda
- Zoufalství a naděje

### Nejlepší režisér
Alfonso Cuarón – Roma
- Bradley Cooper – Zrodila se hvězda
- Barry Jenkins – Kdyby ulice Beale mohla mluvit
- Yorgos Lanthimos – Favoritka
- Paul Schrader – Zoufalství a naděje

### Nejlepší scénář
Deborah Davis a Tony McNamara – Favoritka
- Alfonso Cuarón – Roma
- Barry Jenkins – Kdyby ulice Beale mohla mluvit
- Paul Schrader– Zoufalství a naděje
- Rafael Casal a Daveed Diggs – Blindspotting

### Nejlepší herec v hlavní roli
Ethan Hawke – Zoufalství a naděje
- Daveed Diggs – Blindspotting
- Bradley Cooper – Zrodila se hvězda
- Rami Malek – Bohemian Rhapsody
- Joaquin Phoenix – Nikdys nebyl

### Nejlepší herečka v hlavní roli
Toni Collette – Děsivé dědictví
- Yalitza Aparicio – Roma
- Olivia Colmanová – Favoritka
- Lady Gaga – Zrodila se hvězda
- Regina Hall – Holky sobě

### Nejlepší herec ve vedlejší roli
Richard E. Grant – Dokážete mi kdy odpustit?
- Mahershala Ali – Zelená kniha
- Russell Hornsby – Nenávist, kterou jsi probudil
- Steven Yeun – Vzplanutí
- Michael B. Jordan – Black Panther

### Nejlepší herečka ve vedlejší roli
Regina Kingová – Kdyby ulice Beale mohla mluvit
- Claire Foy – První člověk
- Elizabeth Debicki – Vdovy
- Emma Stoneová – Favoritka
- Rachel Weisz – Favoritka

### Nejlepší obsazení
Vdovy
- Black Panther
- Favoritka
- Kdyby ulice Beale mohla mluvit
- Vice

### Nejlepší dokument
Free Solo
- Nerovná jízda
- Shirkers
- Tři blízcí neznámí
- Won't You Be My Neighbor?

### Nejlepší cizojazyčný film
Roma
- Vzplanutí
- Studená válka
- Zloději
- Pomsta

### Nejlepší animovaný film
Spider-Man: Paralelní světy
- Úžasňákovi 2
- Psí ostrov
- Mirai, dívka z budoucnosti
- Raubíř Ralf a internet

### Nejlepší kamera
Alfonso Cuarón – Roma
- Joshua James Richards – Jezdec
- James Laxton – Kdyby ulice Beale mohla mluvit
- Robbie Ryan – Favoritka
- Rob Hardy – Mission: Impossible – Fallout

### Nejlepší kostýmy
Ruth E. Carter – Black Panther
- Andrea Flesch – Colette: Příběh vášně
- Sandy Powell – Favoritka
- Sandy Powell – Mary Poppins se vrací
- Giulia Piersanti – Suspiria

### Nejlepší střih
Eddie Hamilton – Mission: Impossible – Fallout
- Tom Cross – První člověk
- Alfonso Cuarón, Adam Gough – Roma
- Yorgos Mavropsaridis – Favoritka
- Barry Alexander Brown – BlacKkKlansman

### Nejlepší skladatel
Jóhann Jóhannsson – Mandy
- Nicholas Britell – Kdyby ulice Beale mohla mluvit
- Jonny Greenwood – Nikdys nebyl
- Justin Hurwitz – První člověk
- Lorne Balfe – Mission: Impossible – Fallout

### Nejlepší výprava
Fiona Crombie, Alice Felton – Favoritka
- Hannah Beachler, Jay Hart – Black Panther
- Eugenio Caballero, Barbara Enriquez – Roma
- Nathan Crowley, Kathy Lucas – První člověk
- John Myhre, Gordon Sim – Mary Poppins se vrací

### Nejlepší vizuální efekty
Mission: Impossible – Fallout
- Avengers: Infinity War
- Annihilation
- Black Panther
- První člověk

### Nejlepší mladý herec/mladá herečka
Elsie Fisher – Osmá třída
- Thomasin McKenzie – Beze stop
- Kairi Jyo – Zloději
- Millicent Simmonds – Tiché místo
- Milly Shapiro – Děsivé dědictví

### Nejlepší zloduch
Erik Killmonger – Black Panther (Michael B. Jordan)
- Jatemme Manning – Vdovy (Daniel Kaluuya)
- Phoenix Buchanan – Paddington 2 (Hugh Grant)
- STEM – Upgrade (Simon Maiden)
- Thanos – Avengers: Infinity War (Josh Brolin)